# نادي كميت
نادي كميت السعودي هو أحد أندية الدرجة الرابعة بمنطقة الرياض في محافظة مرات، تأسس عام 1398 هـ .

## تشكيلة الفريق الحالية
| الرقم | الجنسية  | المركز | اللاعب        |
| ----- | -------- | ------ | ------------- |
| --    | السعودية | حارس   | عمر آدم       |
| --    | السعودية | حارس   | رائد الشمري   |
| --    | السعودية | حارس   | الوليد ناصر   |
| --    | السعودية | مدافع  | سلمان البخيلي |
| --    | السعودية | مدافع  | محمد عسيري    |
| --    | السعودية | مدافع  | عبده هزازي    |
| --    | السعودية | مدافع  | ناصر الهزاع   |
| --    | السعودية | مدافع  | سلمان البقمي  |
| --    | السعودية | وسط    | وليد العويدان |
| --    | السعودية | وسط    | حسام الحارثي  |
| --    | السعودية | وسط    | طلال الكيادي  |

| الرقم | الجنسية  | المركز | اللاعب          |
| ----- | -------- | ------ | --------------- |
| --    | السعودية | وسط    | خالد السيحاني   |
| --    | السعودية | وسط    | علي الشمراني    |
| --    | السعودية | وسط    | سعود عبد العزيز |
| --    | السعودية | وسط    | ناصر العصيمي    |
| --    | السعودية | وسط    | يزيد الزهراني   |
| --    | السعودية | وسط    | مقرن السيحاني   |
| --    | السعودية | وسط    | فهمي المولد     |
| --    | السعودية | مهاجم  | أحمد المقرن     |
| --    | السعودية | مهاجم  | مصعب الشويعر    |
| --    | السعودية | مهاجم  | محمد الحسينان   |